# The Ordinary Boys
 (décembre 2009).
Si vous disposez d'ouvrages ou d'articles de référence ou si vous connaissez des sites web de qualité traitant du thème abordé ici, merci de compléter l'article en donnant les références utiles à sa vérifiabilité et en les liant à la section « Notes et références ».
 (décembre 2009).
Améliorez-le ou discutez des points à vérifier. 
The Ordinary Boys est un groupe de rock britannique formé en 2002 à Worthing , West Sussex.

## Historique
Le groupe est composé des membres fondateurs: Samuel Preston dit Preston (chant, guitare rythmique), William Brown (guitare solo), James Gregory (basse) et Simon Goldring (batterie).
Leur nom a pour inspiration, une chanson de Morrissey "The Ordinary Boys", mais à l'origine le groupe se nomme Next in Line et ils sont influencés par le Punk Rock et la Britpop avec des formations telles que The Clas, the spécials, the Jam, the Kinks et the Smiths, entre autres.
Leur site Web a annoncé la fin des activités du groupe au début de 2008 mais, en octobre 2015, ils sont revenus avec un nouvel album éponyme sur leur propre label Treat Yourself avec une tournée de 25 dates au Royaume-Uni de mi-octobre 2015 à mi-novembre 2015, pour promouvoir l'album.
Le chanteur du groupe, Samuel Preston, a participé en janvier 2006 à Celebrity Big Brother.[réf. nécessaire]

## Carrière musicale
Preston est devenu le chanteur principal du groupe pop basé à Worthing , les Ordinary Boys. Ils ont eu plusieurs sorties parmi les dix premiers du UK Singles Chart. Leur chanson la plus connue, « Boys Will Be Boys », est présente dans le film Harry Potter et l'Ordre du Phénix de 2007, la même année, le groupe est également mentionné dans l'épisode 5 (Smoke and Mirrors) de la saison 2 de la série télévisée humoristique The IT Crowdet une de leurs chansons Over the Counter Culture fait également partie de la bande son de Burnout 3: Takedown en 2004.[réf. nécessaire]
Après la séparation des Ordinary Boys, Preston a travaillé sur un album solo et a sorti la chanson Dressed to Kill le 5 juillet 2009 dans le cadre de T4 . La chanson reprend l'introduction de la chanson Happy House de Siouxsie and the Banshees. Le single est sorti le 7 septembre 2009 mais n'a  réussi à se classer dans les charts après que Preston ait dû retarder le lancement et se retirer des performances promotionnelles après s'être cassé les deux bras dans un accident de vélo.
En tant qu'auteur-compositeur, en 2011, Preston a co-écrit la chanson numéro un d'Olly Murs « Heart Skips a Beat » et également co-écrit la chanson « Beautiful » du duo Enrique Iglesias/Kylie Minogue pour leurs albums respectifs, enfin son morceau « Dressed to Kill » a été réenregistré par la chanteuse américaine Cher pour son album « Closer to the Truth » .

## Discographie
- 2004 : Over the Counter Culture
- 2005 : Brassbound
- 2006 : How to Get Everything You Ever Wanted in Ten Easy Steps
- 2015 : The Ordinary Boys